# Pâté lorrain
Pâté Lorrain (en idioma francés paté lorenés) es una especialidad gastronómica de la región francesa de Lorena. Se trata de una antigua receta bastante extendida por el resto del territorio francés que ya aparece citada en Le Viandier de Guillaume Tirel, primer libro de recetas escrito en el idioma galo (1392).

## Características
Se realiza a partir de lomo de cerdo y cadera de ternera picados y envueltos en hojaldre antes de hornearlo. El sabor característico viene de dejar la carne marinar antes de cocerla en una mezcla de vino (blanco o tinto según la receta), chalotas, perejil, tomillo y laurel.
Se consume frío, habitualmente como entrante acompañado de un poco de ensalada.